# 이진호 (1946년)
이진호(1946년 9월 26일 ~ )는 대한민국의 정치인이다. 제26·27·28대 양양군수를 역임했다.

## 학력
- 양양국민학교 (졸업)
- 양양중학교 (졸업)
- 양양고등학교 (졸업)
- 동국대학교 (농림경제학과 / 학사)

## 역대 선거 결과
|  | 50.35% |

|  | 44.12% |

|  | 59.31% |

|  | 32.86% |